# Żmijewo-Trojany
Żmijewo-Trojany – kolonia w Polsce, położona w województwie mazowieckim, w powiecie mławskim, w gminie Stupsk.
Administracyjnie kolonia jest sołectwem.
| SIMC    | Nazwa          | Rodzaj     |
| ------- | -------------- | ---------- |
| 0127723 | Żmijewo-Szawły | przysiółek |

W latach 1975–1998 miejscowość administracyjnie należała do województwa ciechanowskiego.